# Where Dead Angels Lie
Where Dead Angels Lie è il secondo EP del gruppo black metal svedese Dissection, pubblicato il 26 aprile 1996 da Nuclear Blast. Le prime due tracce provengono dalla compilation W.A.R. Compilation, la terza dal disco di tributo agli Slayer Satanic Slaughter, la quarta e la quinta dalla versione giapponese di The Somberlain e la sesta da Storm of the Light's Bane.

## Tracce
1. Where Dead Angels Lie (demo) - 06:09
2. Elisabeth Bathory (Tormentor cover) - 05:04
3. Anti Christ (Slayer cover) - 02:45
4. Feathers Fell - 00:52
5. Son of the Mourning - 03:12
6. Where Dead Angels Lie (album version) - 05:51

## Formazione[2]
- Jon Nödtveidt - voce, chitarra elettrica, chitarra acustica
- Johan Norman - chitarra
- Peter Palmdahl - basso
- Ole Öhman - batteria, percussioni

### Crediti[2]
- Necrolord - artwork